# 庄内総合支庁

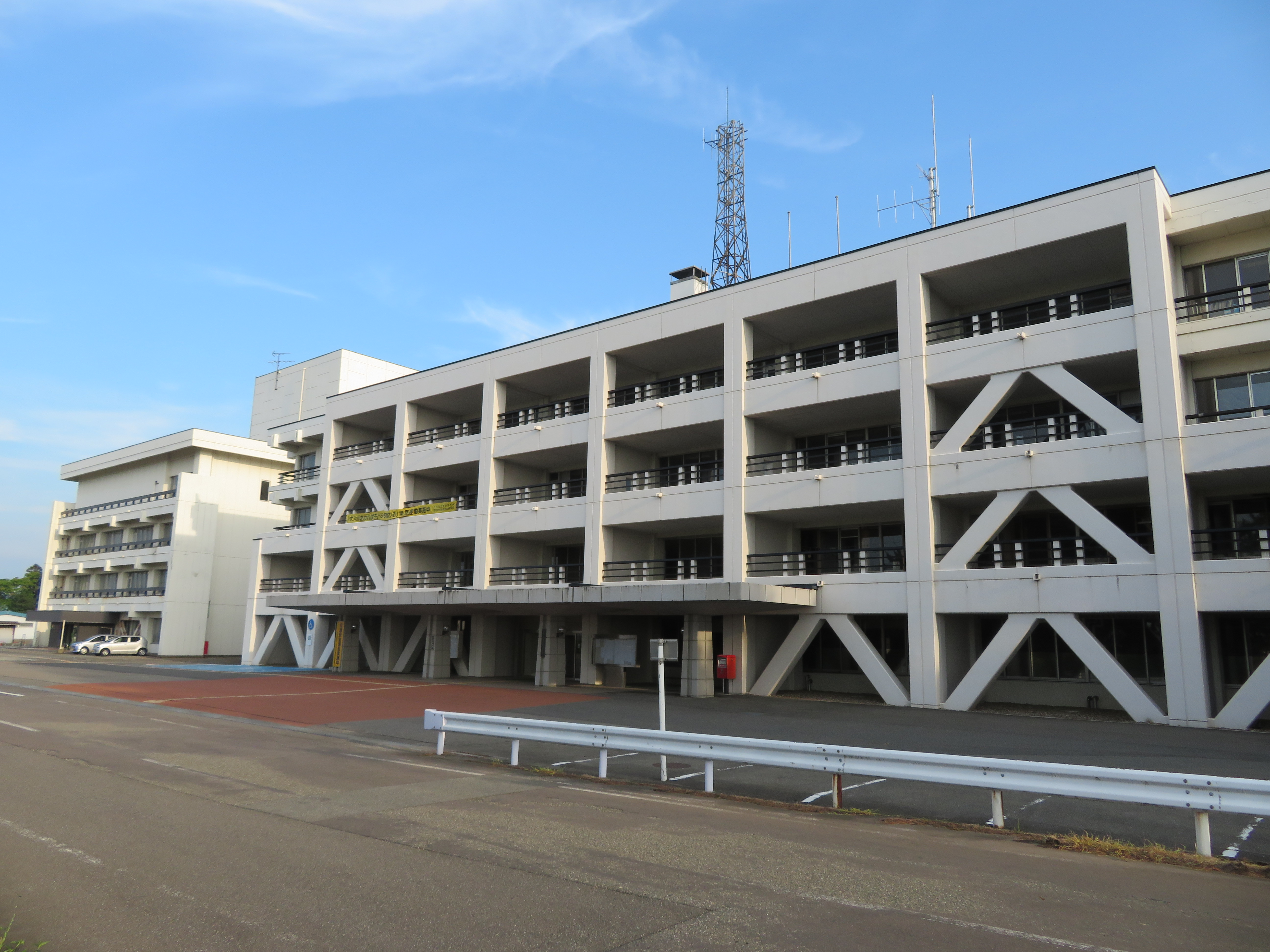
外観

庄内総合支庁（しょうないそうごうしちょう）は、山形県の支庁のひとつ。庄内地方の5市町を所管区域とする。

## 組織
山形県では2001年（平成13年）4月に、従来の地方事務所、保健所、農業改良普及センター、建設事務所などの県の出先機関をブロックごとに統合して総合支庁を設置した。
庄内総合支庁の庁舎は東田川郡三川町大字横山にあり、他の総合支庁と同じく総務企画部、保健福祉環境部、産業経済部、建設部が設置されている。

## 所管市町村

山形県 地域区分図
■橙：村山地方
■青：最上地方
■緑：置賜地方
■紫：庄内地方
（濃色が市部、淡色が郡部）

- 酒田市
- 鶴岡市
- 東田川郡
  - 三川町
  - 庄内町
- 飽海郡
  - 遊佐町